# Yasmine Boudjenah
Yasmine Boudjenah (n. 21 decembrie 1970, Paris, Franța) este un om politic francez, membru al Parlamentului European în perioada 1999-2004 din partea Franței.